# استروتزاکاپونی
استروتزاکاپونی (به ایتالیایی: Strozzacapponi) یک منطقهٔ مسکونی در ایتالیا است که در کورچیانو واقع شده‌است. استروتزاکاپونی ۳۶۸ نفر جمعیت دارد و ۲۴۰ متر بالاتر از سطح دریا واقع شده‌است.